# برچین
برچین (به انگلیسی: Brechin) یک شهرک در اسکاتلند است که در آنگوس واقع شده‌است. برچین ۷٬۱۹۹ نفر جمعیت دارد.